# Monte Washburn
El monte Washburn (en inglés, Mount Washburn) es un monte de los Estados Unidos perteneciente a la cordillera Gallatin, una de las estribaciones de las Montañas Rocosas orientales, localizado en la parte noroccidental del estado de Wyoming, dentro del Parque nacional de Yellowstone.
Fue nombrado en honor a su descubridor, el general de la guerra civil estadounidense y congresista en la Cámara de Representantes Henry D. Washburn, que fue el topógrafo general del estado de Montana después de la guerra.
La cumbre es, por altura, la sexta de la cordillera Gallatin y desde la cima se pueden admirar vistas hacia casi todo el parque, especialmente hacia la parte norte, y en días despejados también se puede divisar la cordillera Teton. Los senderos hacia la cima son de los más frecuentados del parque, por lo que en verano suelen estar llenos de gente. Los dos senderos más accesibles hacia la cima son el que empieza en Dunraven Pass de 4'8 km de longitud y una ascensión de 424 m, y el que empieza en el aparcamiento de Chittenden de 3'6 km de longitud y 454 m de ascensión.
Una de las tres torres de vigilancia contra incendios que están activas en el parque en la actualidad se encuentra en la cima del monte Washburn. En la torre hay un pequeño centro para visitantes, lavabos en la primera planta, un balcón de observación en la segunda planta y la casa del vigilante en la planta superior (cerrada al público).
- Datos: Q1431845
- Multimedia: Mount Washburn / Q1431845